# Людовик III Младший
Людо́вик III Младший (нем. Ludwig III der Jüngere; 835 — 20 января 882, Франкфурт) — король Аквитании (под именем Людовик II) в 852—855 годах, король Франконии, Тюрингии и Саксонии с 865 года, король Баварии с 880 года, король Лотарингии с 876 года, сын Людовика II Немецкого, короля Восточно-Франкского королевства, и Эммы Баварской, дочери Вельфа I, графа Альтдорфа.

## Биография

### Правление
В 865 году, разделив между сыновьями королевство, Людовик II Немецкий выделил Людовику III Франконию, Тюрингию и Саксонию. В 871 году Людовик III и его брат Карломан возмутились против отца, досадуя на то, что тот не выделил им удела в недавно приобретенной Лотарингии. В 872 году Людовик II Немецкий уступил и разделил Лотарингию между сыновьями. Людовик III получил при этом Фрисландию.
После смерти отца в октябре 876 года Людовик III одержал решительную победу в битве при Андернахе над дядей Карлом II Лысым и сумел отстоять своё королевство.
В 879 году, после смерти французского короля Людовика II Заики, Людовик Младший вторгся в Лотарингию и овладел той её частью, которая принадлежала Карлу Лысому. Это приобретение было закреплено в 880 году Рибмонским договором.
В этом же году Людовик III Младший нанёс поражение викингам в сражении при Тимеоне, а затем, не дожидаясь смерти больного брата Карломана, он заключил договор с младшим братом Карлом Толстым о разделе его владений. По этому соглашению к Людовику отошла Бавария.

### Семья
- Жена: (с 29 ноября 874) Лиутгарда Саксонская (ок. 845 — 17/30 ноября 885), дочь маркграфа Остфалии Людольфа Саксонского (ок. 805 — 12 марта 866) и Оды Биллунг (ок. 806 — 17 мая 913). Дети:
  - Людовик (ок. 877 — ноябрь 879)
  - Хильдегарда (878/881 — после 895)
- кроме того, у него был внебрачный сын
  - Гуго (855/860 — февраль 880)